# Loučeň

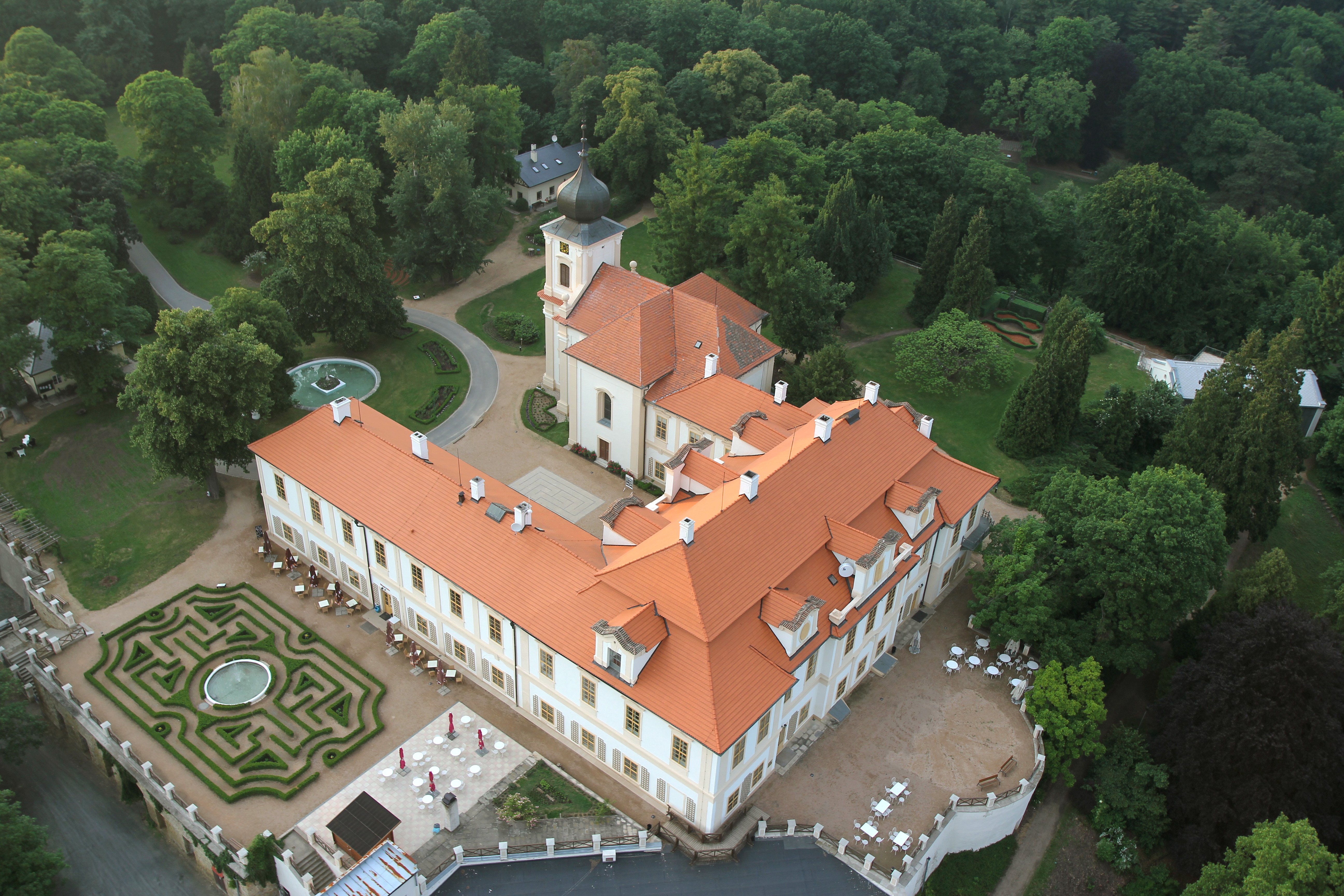
Luftaufnahme von Schloss Loučeň

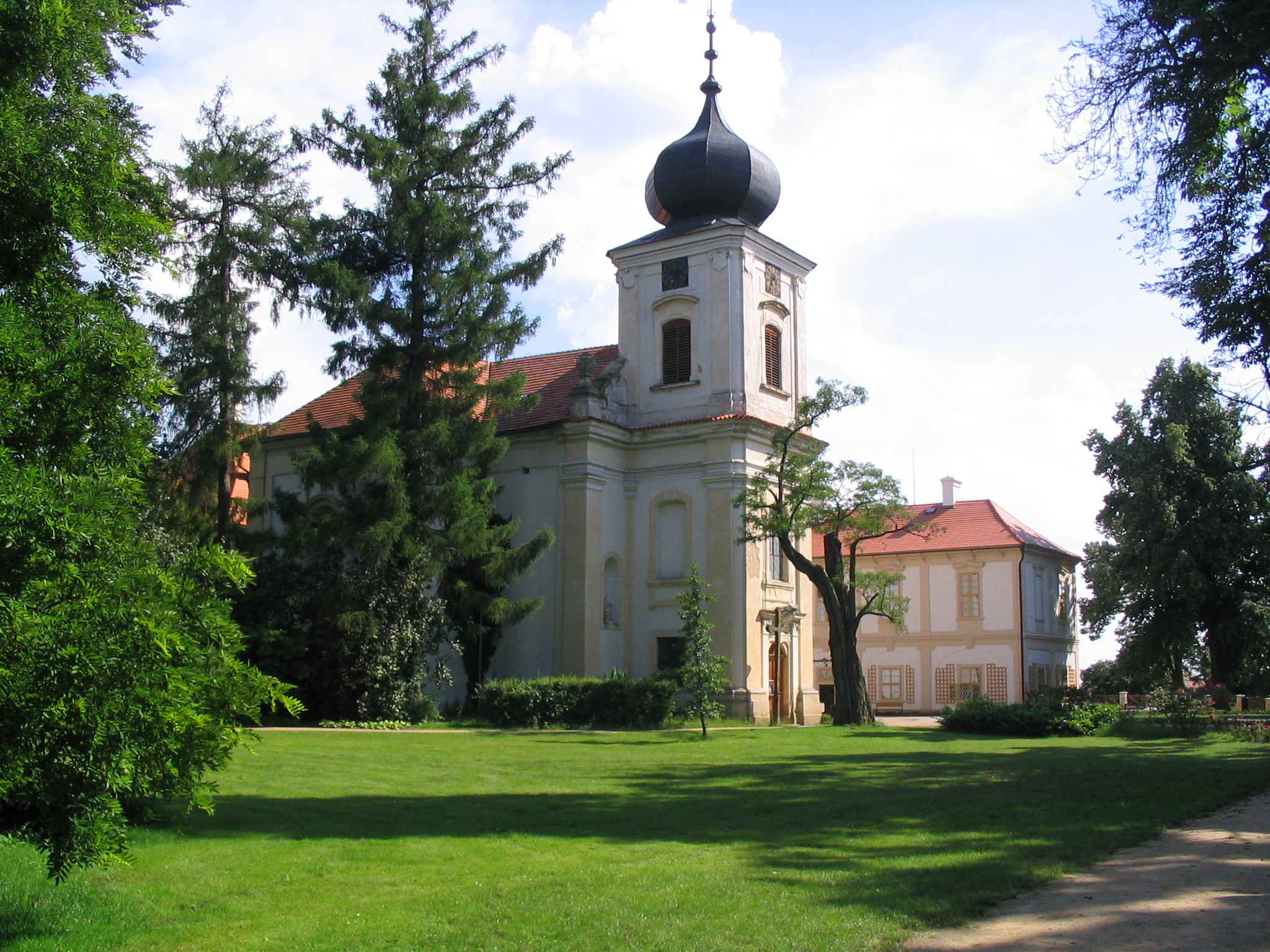
Schloss Loučeň mit der Kirche Mariä Aufnahme in den Himmel, 2008

 Loučeň  (deutsch Lautschin, älter auch Luschen) ist ein Městys im Bezirk Nymburk in Tschechien. Er liegt 11 Kilometer nördlich von Nymburk und gehört zu der Region Středočeský kraj.

## Geschichte
Loučeň wurde erstmals im Jahr 1223 erwähnt, als ein Přeslav z Loučně auf einer Schenkungsurkunde des Prager Bischofs Pilgrim als Zeuge auftrat. Im 14. Jahrhundert war der Ort vermutlich geteilt, denn das Patronatsrecht der hiesigen Pfarrkirche gehörte mehreren Vladiken. 1376 war Zdeněk z Nadslavě na Kopidlně alleiniger Besitzer des Dorfes; seitdem wurde Loučeň als geschlossenes Gut geführt. Es gehörte lokalen Herren, am Anfang des 16. Jahrhunderts den Herren Ronow und Biberstein, ab 1612 den Berka von Dubá und ab 1623 Adam von Waldstein und seinen Nachkommen. Loučeň bildete ab dem 17. Jahrhundert zusammen mit dem benachbarten Ort Dobrovice eine große Grundherrschaft, deren letzte Besitzerin aus der Familie der Waldstein, Maria Theresia, das Gut 1756 an ihren Sohn Karl Egon von Fürstenberg vererbte. 1809 kam Loučeň schließlich an die böhmische Linie der Thurn und Taxis, in deren Besitz es bis zum Ende des Zweiten Weltkriegs 1945 blieb. 1899 entstand eine schmalspurige Rübenbahn, die von Mečíř zur Zuckerfabrik Vlkava führte. Den Sommer 1910 verbrachte der Dichter Rainer Maria Rilke nach Abschluss seines Romanes Die Aufzeichnungen des Malte Laurids Brigge auf Einladung seiner fürstlichen Gönnerin Marie von Thurn und Taxis auf Schloss Lautschin.
Der Status eines Městys wurde Loučeň 1906 und dann wieder am 10. Oktober 2006 zuerkannt.

## Sehenswürdigkeiten
Anstelle des 1571 erstmals erwähnten Herrenhauses ließ Ernst von Waldstein von Franz Maximilian Kaňka 1704–1713 ein Barockschloss erbauen. Es besitzt drei Flügel und ist einstöckig; die Kirche Mariä Aufnahme in den Himmel ist an den linken Flügel angelehnt. Ab 1828 entstand um die Schlossgebäude herum ein englischer Landschaftspark.
Nach der Verstaatlichung im Jahr 1945 diente das Schloss ab 1949 als Schulungszentrum und Internat. Die Forderung der Familie Thurn und Taxis nach Restitution in den 1990er-Jahren wurde abgelehnt. Neuer Besitzer ist seit 2000 die Aktiengesellschaft Loučeň a. s. Seit dem 7. Juli 2007 ist das äußerlich restaurierte Schloss wieder öffentlich zugänglich. Die ursprüngliche Inneneinrichtung wurde nach 1945 komplett entfernt oder zerstört. Die neue Ausstellung zeigt eine Zusammenstellung von Möbeln und Einrichtungsgegenständen, die das Aussehen des Schlosses zu Beginn des 20. Jahrhunderts, zur Zeit der letzten Besitzer Alexander und Marie von Thurn und Taxis, nachahmen sollen. Im Park sind mehrere Labyrinthe angelegt worden. Das ehemalige Verwaltungsgebäude wurde zu einem Hotel ausgebaut.
Der Kirchenbau ist im Besitz der römisch-katholischen Kirche. Im Gegensatz zum Schloss ist das Innere der Kirche erhalten geblieben und wurde nicht restauriert.

## Gemeindegliederung
Zur Gemeinde gehören außer dem Ort Loučeň selbst die Dörfer Patřín, Studce und Studečky.